# Fàbrica Pujol i Bausis
La Fàbrica Pujol i Bausis, coneguda popularment com La Rajoleta, està situada entre el carrer de l'Església i el passatge del Puig d'Ossa, al barri del centre d'Esplugues de Llobregat, i està catalogada com a bé cultural d'interès local. Fou un dels centres més importats de producció ceràmica industrial de Catalunya en la segona meitat del segle xix i començaments del xx, i actualment és la seu del Museu de Ceràmica La Rajoleta, depenent del Museu Nacional de la Ciència i de la Tècnica de Catalunya (MNATEC).

## Història
El 1858, els francesos Marius Jourdan i Joan Terrada es van associar per a establir una bòbila en un terreny propietat de Pau Pujol i Franquesa. Tancada i reoberta en diverses ocasions, el 1874 passà a ser regida per Jaume Pujol i Baucis (o Bausis), fill i hereu de Pau. El 1876 n'adquirí la plena propietat, i el 1886 hi introduí el vapor.
Arquitectes com Gaudí, Gallissà, Puig i Cadafalch, Domènech i Montaner, Josep Font i Gumà, Bonaventura Bassegoda etc. van 
fer servir peces de la fàbrica, coneguda en aquest període com «La Rajoleta», nom que Jaume Pujol havia assignat a les de 13x13 cm, mentre que a les de 20x20 cm les anomenava taulells. A la mort Jaume Pujol el 1891, el seu fill Pau Pujol i Vila continuà el negoci sota la raó social Fill de Jaume Pujol i Bausis. En ple triomf del modernisme, la fàbrica experimentà un fort creixement, cosa que obligà incrementar la capacitat de producció amb nous forns que permetien una producció més variada i ràpida. Al primer terç del segle xx els directors artístics foren Joan Baptista Alòs i Peris i Francesc Quer i Selves.
Després de la Guerra Civil, l'empresa es convertí en la societat anònima Cerámicas Pujol y Baucis, dirigia per Narcís Vallvé Bonany, antic treballador de la fàbrica, i, posteriorment, pel seu fill Narcís Vallvé Asenjo. La producció s'orientà cap a aïlladors elèctrics i revestiments per a molins de boles i, més endavant, a la comercialització de productes ceràmics. Finalment, el 1984, la fàbrica, amb el nom social Industrial Cerámica Vallvé SA, cessà l'activitat i posteriorment, l'Ajuntament n'adquirí la propietat.
Després d'un període d'abandonament i enderrocament parcial, el 1994 s'inicià la construcció d'un nou edifici on, després de diverses campanyes de prospeccions arqueològiques, el 2002 s'inaugurà el Museu de Ceràmica La Rajoleta.

### Clients i col·laboradors

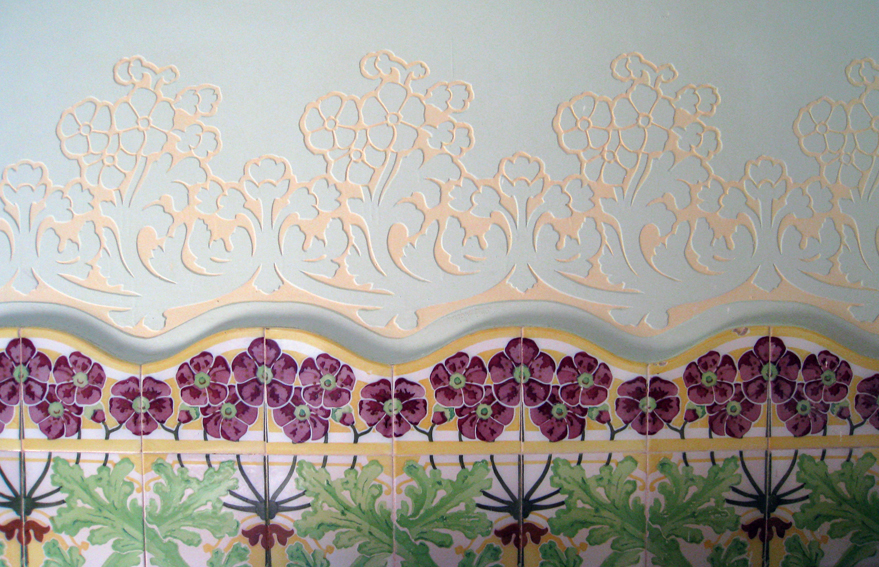
Arrambador de Can Ginestar, disseny probable de Domènech i Montaner (núm. 28 del catàleg)

Molts dels edificis més significatius del modernisme a Catalunya conserven rajoles de la Pujol i Bausis: l'Institut Pere Mata de Reus, la Casa Lleó Morera, Casa Amatller, Casa Martí, Palau Macaya a Barcelona, així com a la casa Puig i Cadafalch a Argentona o la Casa Coll i Regàs a Mataró.
Fou especialment destacada la relació amb artístes com Adrià Gual, Alexandre de Riquer o Lluís Bru, que feien projectes ceràmics per encàrrec de la fàbrica. Bru, a més de dissenyador i dibuixant, era mosaïcista i, alhora que col·laborava amb la fàbrica, hi encarregava la producció de ceràmica dels seus clients.

## Descripció
Les prospeccions arqueològiques permeteren de descobrir i documentar els espais subterranis, com per exemple els sis forns de tipus àrab (ca. 1887) de gran dimensions, descoberts l'estiu del 1993 i la tardor del 1996. Els dos forns soterrats a uns 9 m de profunditat són de grans dimensions, amb planta circular, d'uns 5 m de diàmetre, i consten de dues cambres.
Els dos grans forns d'ampolla, originàriament coberts, corresponen possiblement a l'etapa de construcció de les noves naus realitzades els anys 1913-1914, destinats a la cocció del gres i la porcellana, en el context d'una remodelació de la fàbrica sota la direcció del seu propietari Pau Pujol. De base circular, estan formats per una secció cilíndrica coberta per una secció cònica rematada per una xemeneia. Estan fets de maó reforçats amb una malla d'acer feta d'anelles i tires de ferro per evitar la dilatació del parament durant la cocció de les peces. A la base s'obren diverses obertures d'arc de mig punt.
La xemeneia, situada a l'extrem sud de la finca, és de maó vist d'una alçada de 22 m i correspon a la sortida de fums de la màquina de vapor documentada des del 1886.